# Hồ phản chiếu

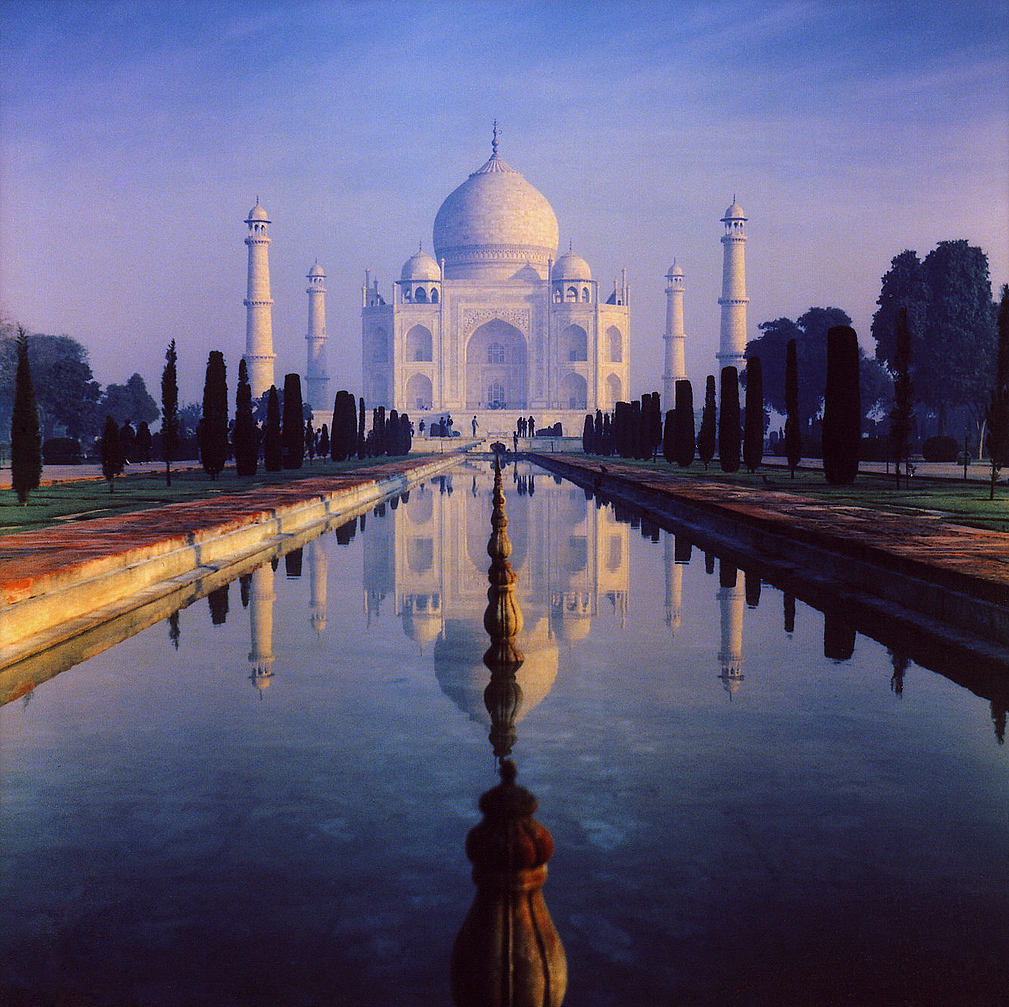
Hồ phản chiếu của Taj Mahal

Hồ phản chiếu hay ao phản chiếu là một bộ phận trong kiến trúc các công trình tưởng niệm. Hồ phản chiếu thông thường là một hồ nước nông, và có mặt hồ khá tĩnh lặng. Người ta thường thiết kế hồ ở giữa nông hơn hai bên mép để hạn chế sóng nước. Hồ phản chiếu được bố trí trước mặt tiền kiến trúc để tăng vẻ uy nghi và vẻ đẹp cho kiến trúc. Cho đến nay, hồ phản chiếu nổi tiếng nhất là hồ trước mặt tiền của đền Taj Mahal ở thành phố Agra, Ấn Độ.
Các hồ phản chiếu đáng chú ý khác có: Hồ phản chiếu trước toà nhà Quốc hội Mỹ, hồ phản chiếu ở Constitution Gardens, giữa Nhà tưởng niệm Lincoln và Tượng đài Washington ở Washington, D.C.

## Một vài bức ảnh

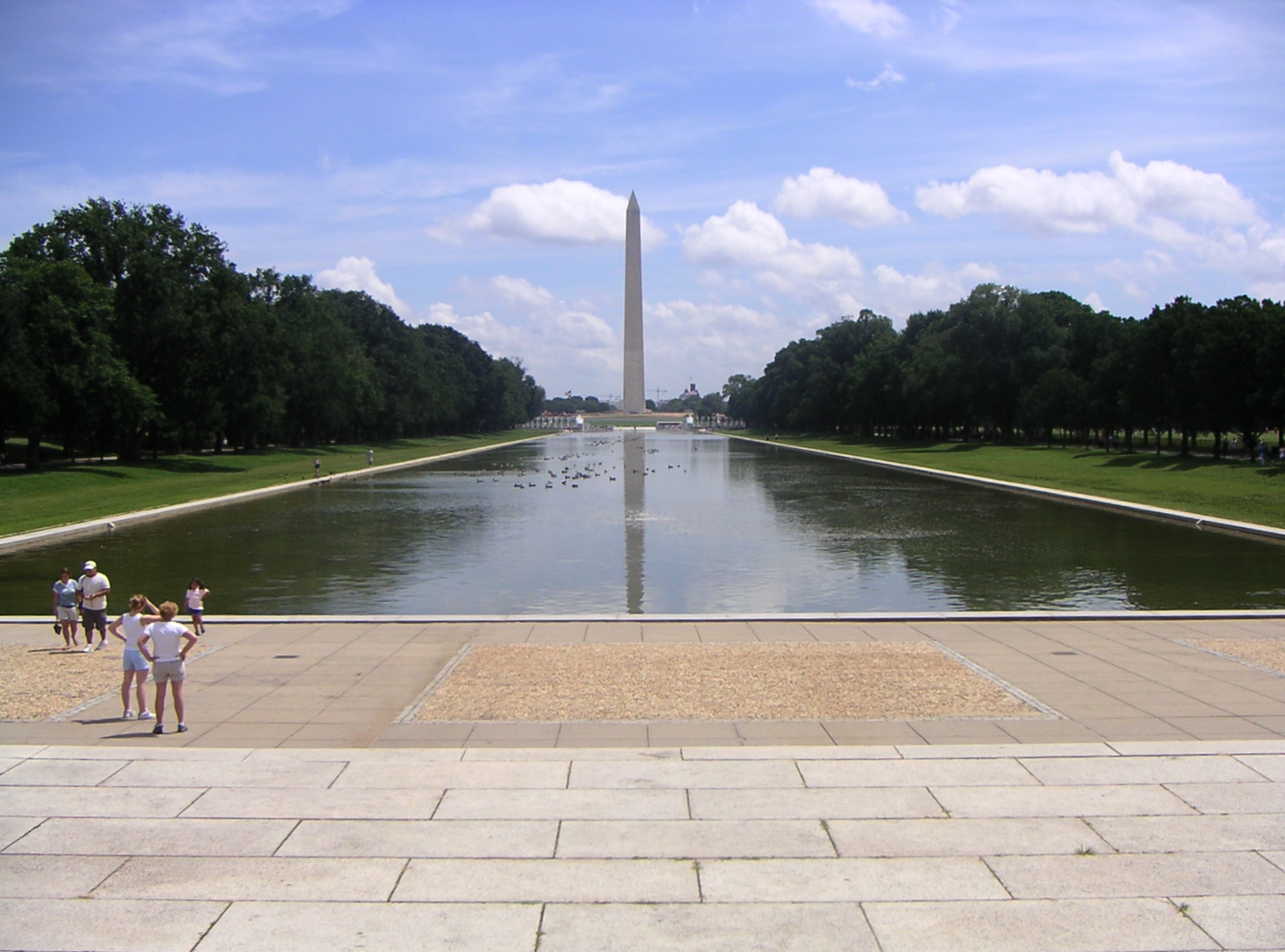
Hồ phản chiếu trước toà nhà Quốc hội Mỹ, hồ phản chiếu ở Constitution Gardens, giữa Nhà tưởng niệm Lincoln và Tượng đài Washington ở Washington, D.C.
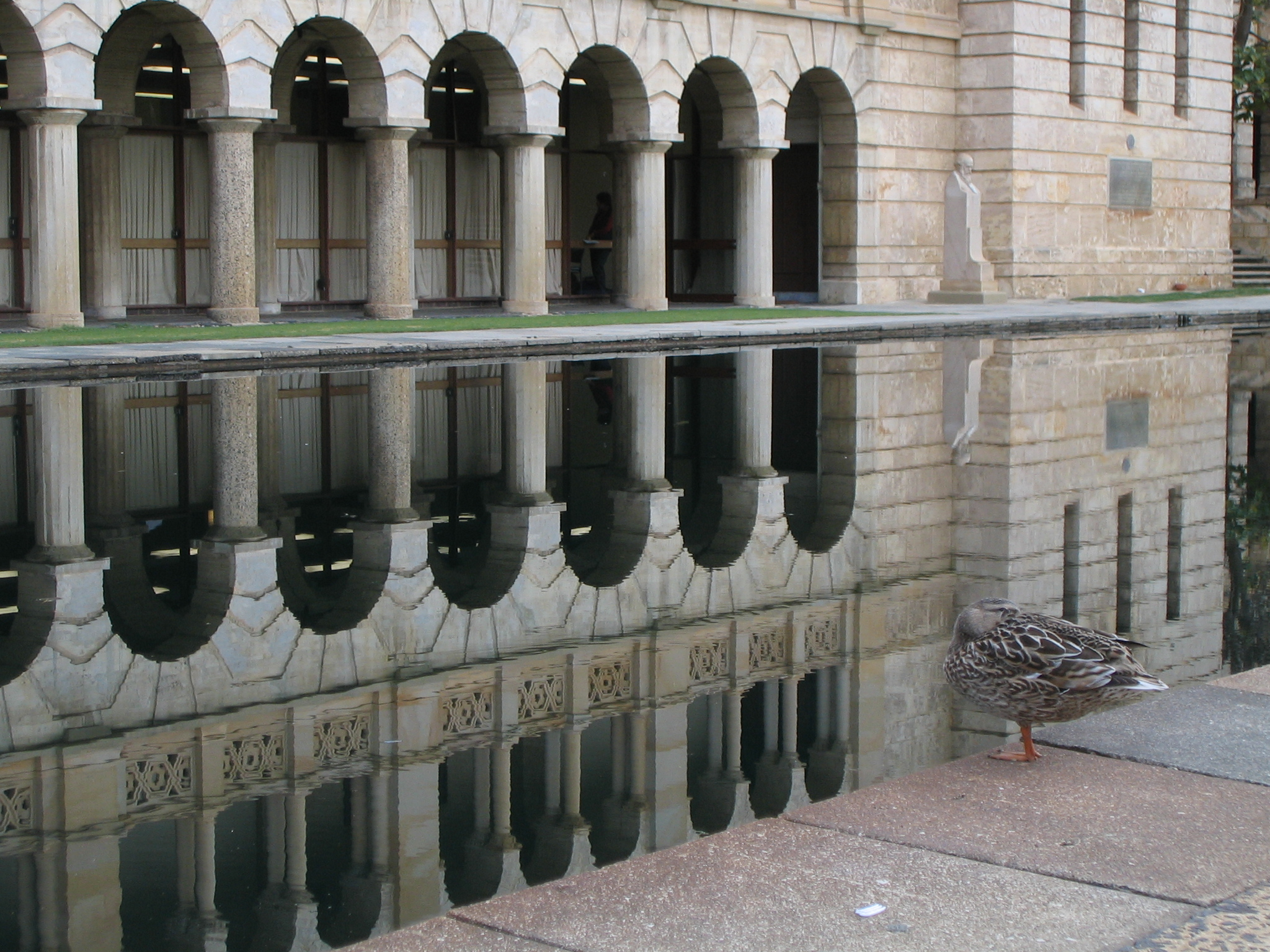
Hồ phản chiếu tại Đại học Tây Úc
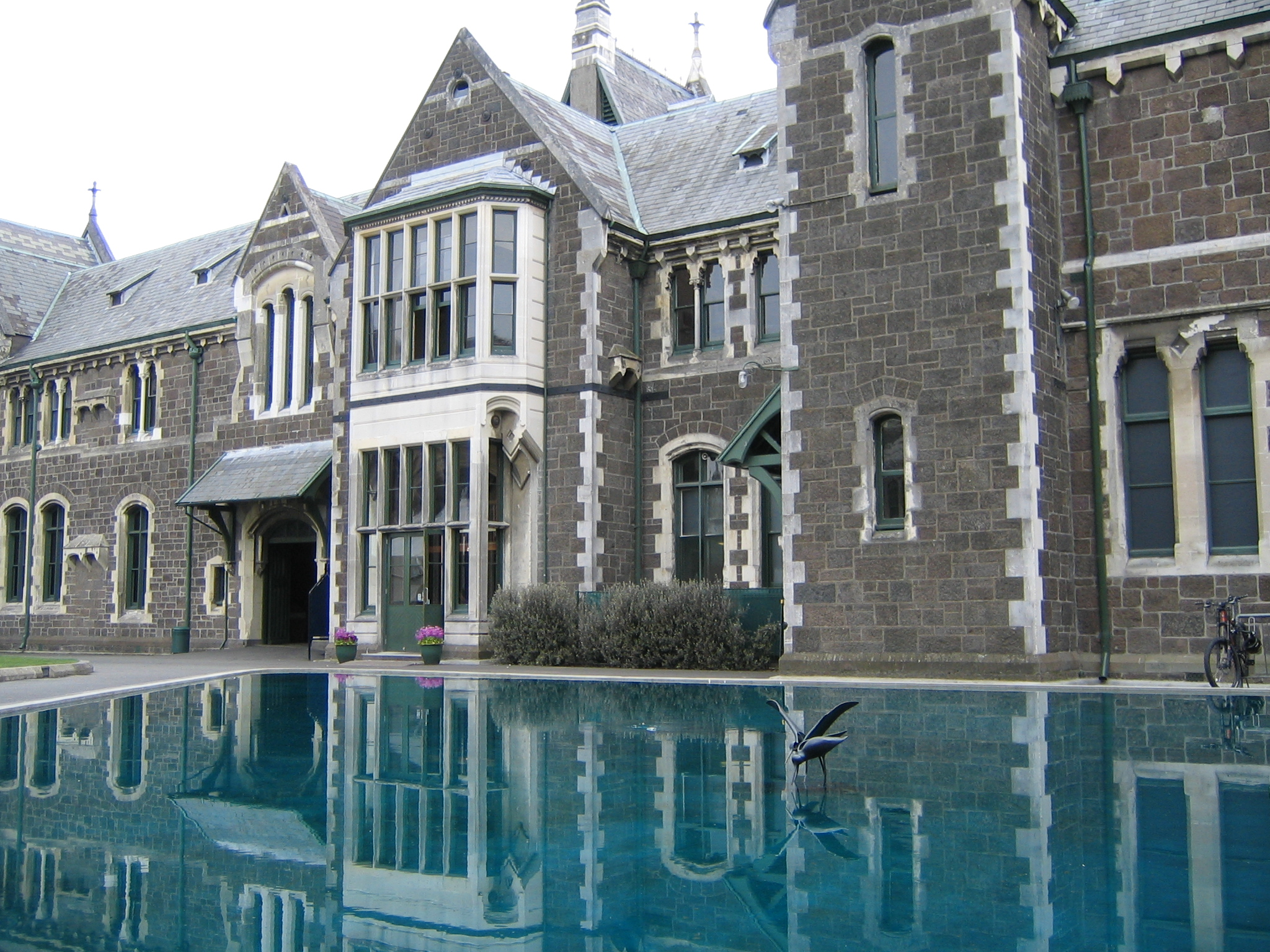
Hồ tại Arts Centre, Christchurch, New Zealand
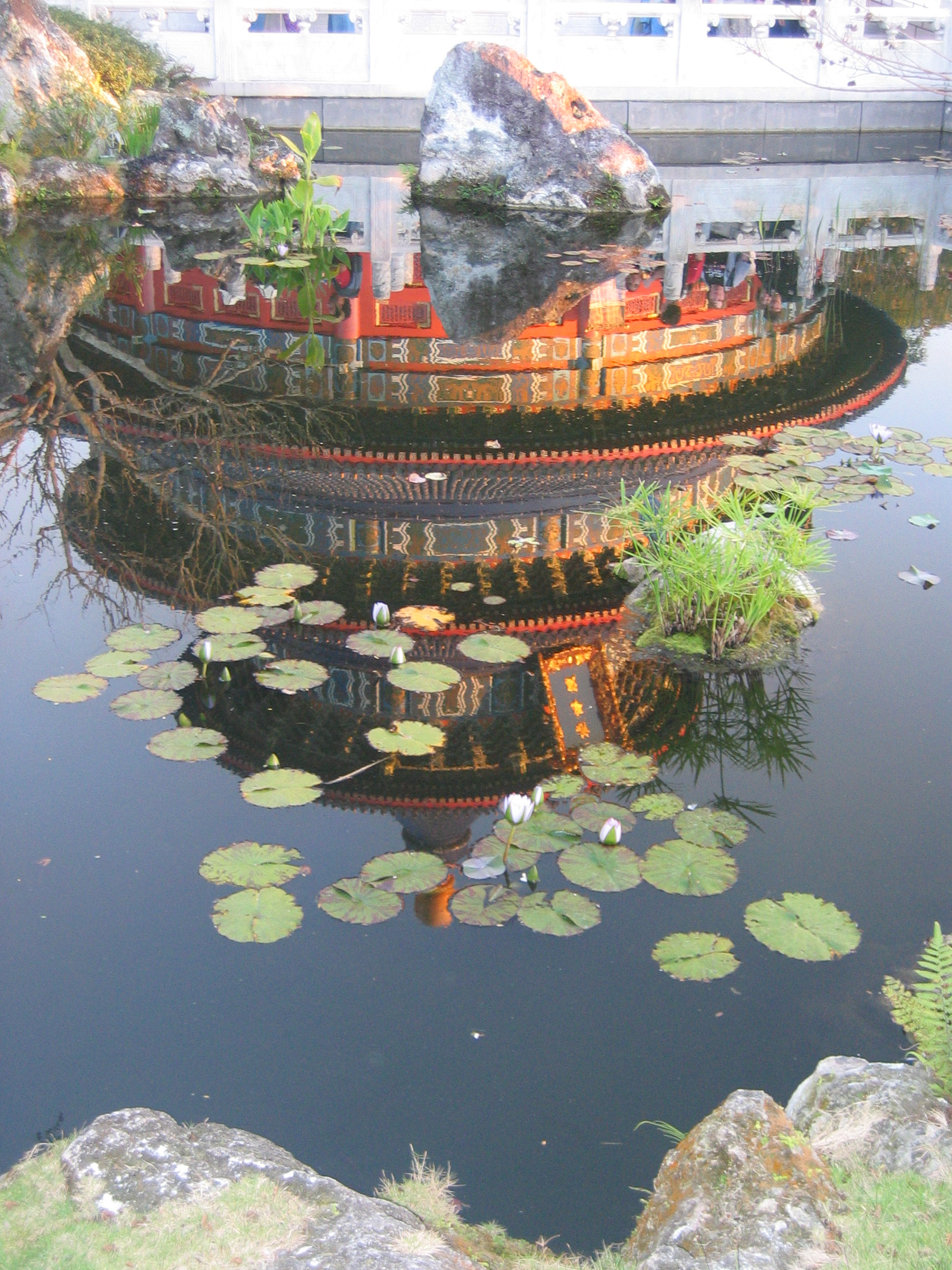
Hồ phản chiếu tại Các Trung Hoa của Trung tâm Epcot
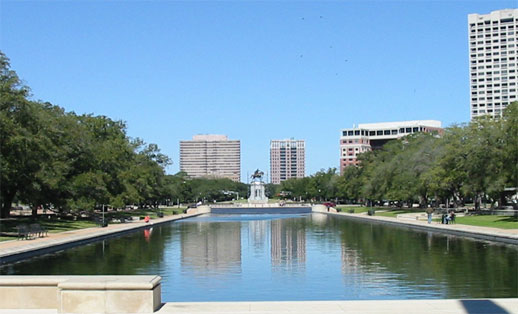
Hồ phản chiếu tại Công viên Hermann ở Houston, Texas